# Shrewsbury
Shrewsbury egy angliai város a Severn folyó völgyében. Shropshire grófság székhelye. Lakossága 71 715 fő, így Telford után a második legnagyobb város a grófságban.
Shrewsbury történelmi vásárváros, központjának középkori utcaszerkezete és építményei napjainkig fennmaradtak. A városban több mint 660 védett épület van, ezek között található számos 15. és 16. századi favázas lakóház. A város nevezetességei továbbá a vörös homokkőből épített vár (Shrewsbury Castle) valamint az apátsági templom (Shrewsbury Abbey), melyet 1074-1083 között épített bencés szerzetesek számára a normann Roger de Montgomery, Shrewsbury grófja. A városban rendezik meg évente a világ egyik legrégebbi kertészeti kiállítását, a Virágkiállítást (Shrewsbury Flower Show).

## Rövid története

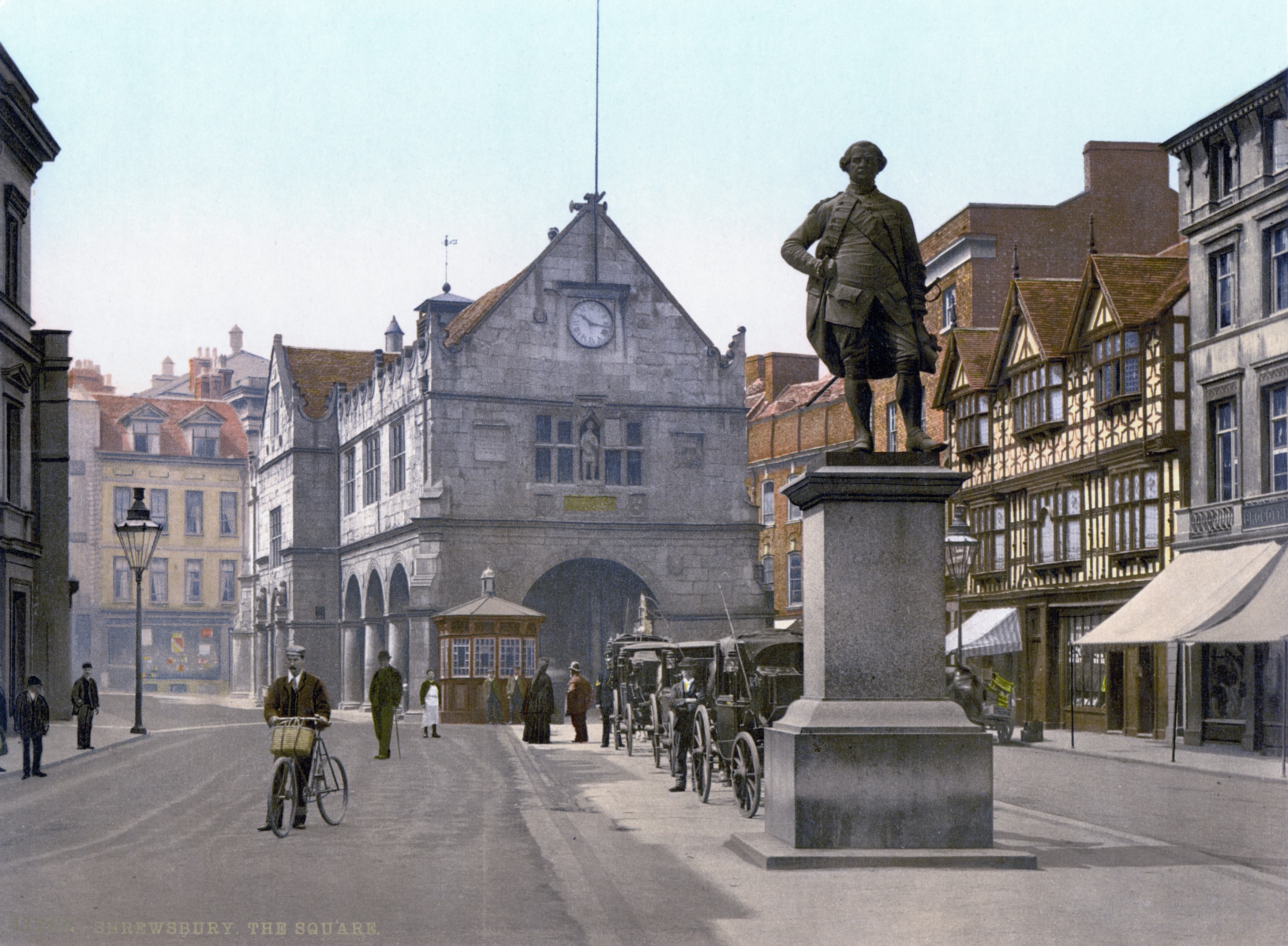
Shrewsbury 1900 körül

A várost a britonok Pengwernnek hívták, jelentése: égeres domb. Az angolszászok Scrobbesburhnak hívták. Ennek az elnevezésnek több jelentést is tulajdonítanak: bokrokkal körülvett erődítmény, Scrobb erődje, bokorváros vagy a bokrok városa. A város neve az idők során három irányban alakult át: Sciropscire, amiből keletkezett Shropshire (a grófság neve); Sloppesberie, amelyből létrejött Salopia (a grófság történelmi neve) valamint Schrosberie, melyből aztán kialakult a Shrewsbury megnevezés. A város neve walesi nyelven Amwythig, jelentése erődített vidék.
Shrewsburyt a 9. században alapították, kereskedelmi jelentőségre a 14-15. századok során tett szert a gyapjúkereskedelemnek köszönhetően. A legendák úgy tartják, hogy VIII. Henrik angol király püspöki székhellyé akarta emelni, de a lakosság visszautasította.
Az évszázadok során, az angol-walesi határhoz való közelsége miatt több háborús konfliktus színhelye volt. 778-ban Shrewsbury vidékét, mely a walesi Powis herceg birtoka volt, az angolok foglalták el, Offa merciai király vezetésével. 1069-ben a walesiek megpróbálták visszaszerezni, de Hódító Vilmos seregei visszaverték őket. Ekkor került a város Roger de Montgomery tulajdonába, aki felvette a Shrewsbury earlje címet. Az ő nevéhez fűződik vár építése is (1074). A város mellett zajlott le 1403-ban a shrewsburyi csata, melyben IV. Henrik angol király legyőzte Henry Hotspur, Northumberland earljének seregeit.
A városban található a Ditherington Flax malom, mely a világ első acélszerkezetű építménye és amelyet a felhőkarcolók nagyapjaként emlegetnek. Szintén az angol ipari forradalom idehén épült fel a Shrewsbury csatorna, mely összekötötte a várost a Shropshire csatornával, illetve azon keresztül a kiterjedt nagy-britanniai csatornahálózattal.

## Látnivalói

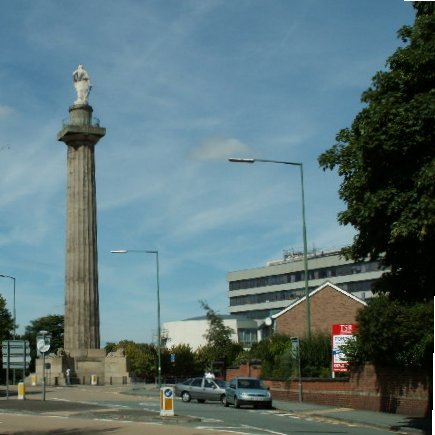
Lord Hill emlékoszlopa

Mivel a második világháború bombázásai, illetve az ezt követő időszak városmegújítási intézkedései elkerülték, Shrewsburynak sikerült megőriznie középkori arculatát számos favázas házzal. A város központjában található a The Quarry, egy 120 000 m²-es park. A vasútállomás mögötti dombon áll a vörös homokkőből épített vár (Shrewsbury Castle). A város védműveinek egyetlen fennmaradt emléke egy őrtorony, a Town Walls Tower. A városközponttól keletre áll a város legrégebbi temploma a Shrewsbury Abbey, melyet 1083-ban építtettek bencés szerzetesek. A város további nevezetessége a 49 m magas dór emlékoszlop Rowland Hill, Hill első vikomtjának szobrával.
A városban három nagyobb múzeum működik: Shrewsbury Museum and Art Gallery (a Rowley's Houseban), Shrewsbury Castle and Shropshire Regimental Museum valamint a Coleham Pumping Station (egy 19. századi szivattyúház)

## A város híres szülöttei
- Charles Darwin, angol természettudós, az evolúcióelmélet kidolgozója
- Joe Hart, angol labdarúgó

## Közlekedés
Shrewsbury fontos vasúti csomópont, emiatt gyakran Wales kapujának hívják. Itt találkozik a London-Wrexham vasútvonal, a Walesi határvidék vasútvonal, a Wolverhampton–Shrewsbury-vasútvonal, a Cambriai vasútvonal, valamint a Shrewsbury–Chester-vasútvonal.